# Distension abdominale
 (juillet 2019).
Si vous disposez d'ouvrages ou d'articles de référence ou si vous connaissez des sites web de qualité traitant du thème abordé ici, merci de compléter l'article en donnant les références utiles à sa vérifiabilité et en les liant à la section « Notes et références ».

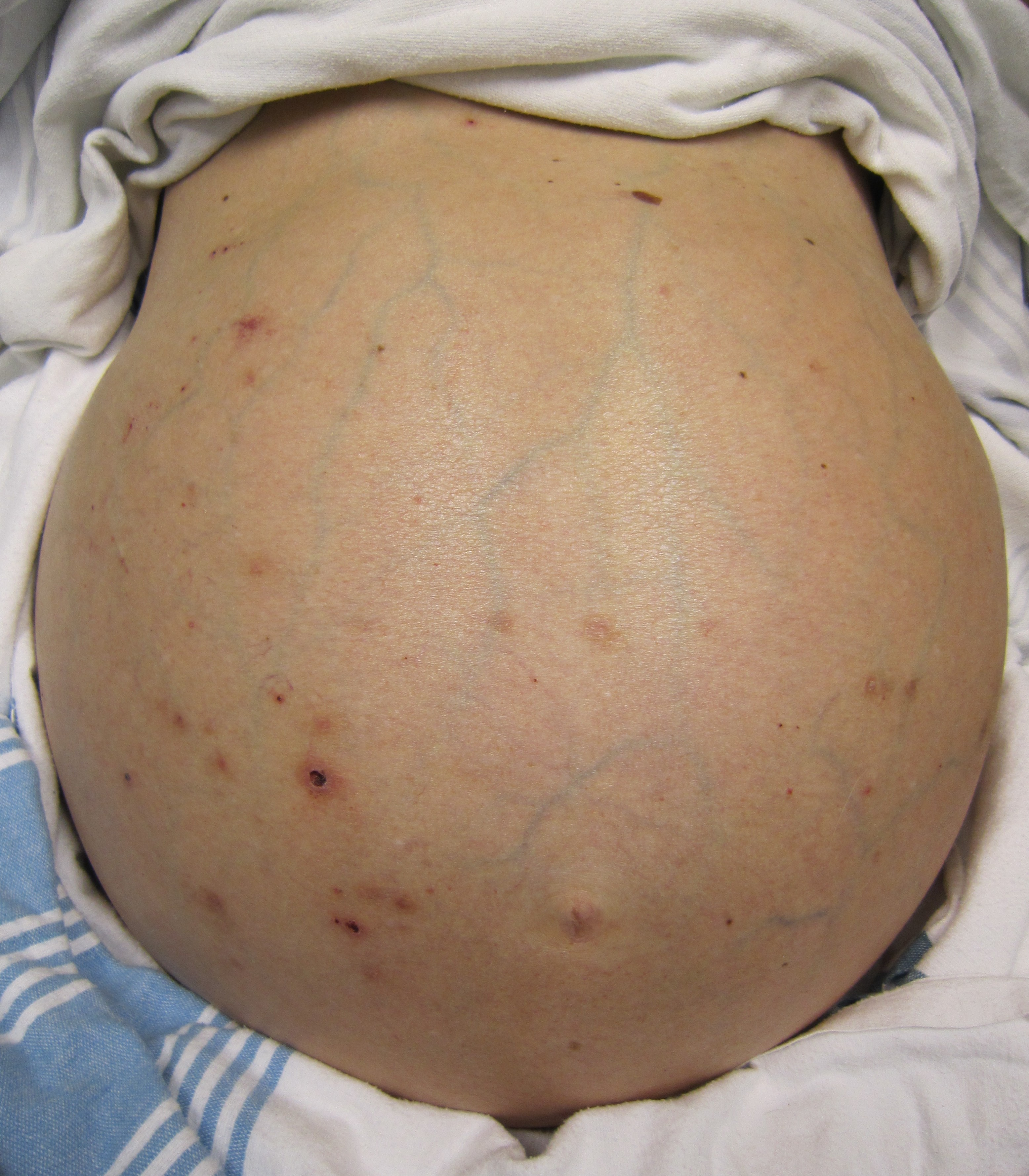
Distension abdominale causée par une ascite

La distension abdominale se produit lorsque des substances s'accumulent dans l'abdomen, entraînant son expansion, comme lors d'une constipation particulièrement opiniâtre. Il s'agit généralement d'un symptôme révélant une maladie sous-jacente ou d'un dysfonctionnement du corps, plutôt qu'une maladie à part entière. Les personnes souffrant de cette maladie le décrivent souvent comme « se sentant ballonné ». Les personnes qui en souffrent ressentent souvent une sensation de satiété, de pression abdominale et éventuellement de nausées, de douleurs ou de crampes abdominales. Dans les cas les plus extrêmes, une pression importante sur le diaphragme et les poumons peut également provoquer un essoufflement. Pour diverses raisons (voir ci-dessous)[style à revoir], les ballonnements sont le plus souvent dus à une accumulation de gaz dans l'estomac, l'intestin grêle ou le côlon. La sensation de pression est souvent soulagée, ou du moins atténuée, par des éructations ou des flatulences. Les médicaments qui fixent les gaz dans l'estomac et les intestins sont également couramment utilisés pour traiter l'inconfort et atténuer la distension abdominale.

## Les causes
Les experts [Qui ?] croient une cause majeure de ballonnements anormaux est une alimentation excessive et une déglutition aérienne, appelée aérophagie. Parmi les autres causes de ballonnements, on peut citer les maladies intestinales inflammatoires telles que la maladie de Crohn et la colite ulcéreuse, le syndrome du côlon irritable, le diabète, la dyspepsie fonctionnelle ou la constipation transitoire. Souvent les ballonnements peuvent survenir chez les personnes présentant une intolérance au lait (intolérance au lactose), des infections parasitaire telles que le Giardia, un empoisonnement alimentaire (bactérie), une maladie cœliaque, un ulcère peptique grave, une occlusion intestinale ou après certains types de chirurgie abdominale.
L'insuffisance cardiaque chez l'humain et la cirrhose sont également une cause fréquente de distension. Dans ces deux troubles, le liquide s'accumule dans l'abdomen et crée une sensation de satiété. La distension abdominale peut également être un symptôme du cancer de l'ovaire. Les femmes sont plus sujettes aux ballonnements et identifient souvent ces symptômes pendant la menstruation. Certaines personnes qui développent une distension peuvent avoir une mauvaise motilité de l'intestin ou être hypersensibles aux sensations d'intestin. Certains médicaments, tels que les antidépresseurs et les antispasmodiques, peuvent contribuer à réduire la motilité intestinale. Des études ont montré que le fait d'avaler de l'air pendant les repas ou de vider tardivement l'estomac en raison d'une hyperacidité entraîne des ballonnements après un repas. Les individus constipés se plaignent également de ballonnements. Chez certaines personnes hypersensibles, tout volume d'air abdominal supplémentaire peut être perçu comme étant désagréable sans qu'il n'y ait de véritable distension abdominale.
La distension abdominale (ou "abdomen distendu") peut être le signe de nombreuses autres affections, notamment :
- Ascite
- Paracapillaria philippinensis
- Maladie cœliaque
- La coccidiose
- Fibrose kystique (Mucoviscidose)
- Diverticulite
- Entéropathie à éosinophiles
- Fasciolose
- Gastroparésie
- Giardiase
- Maladie de l'ankylostome
- Maladie inflammatoire chronique de l'intestin (maladie de Crohn et colite ulcéreuse)
- Lithiases rénales
- Kwashiorkor
- Intolérance au lactose
- Occlusion intestinale
- Cancer des ovaires
- Maladie polykystique du foie
- Grossesse
- Syndrome prémenstruel
- Infection à Pseudomonas aeruginosa
- Colonisation bactérienne chronique de l'intestin grêle
- Strongyloidiasis (Anguillulose)
- Sprue tropicale
- Gain de poids
- La maladie de Whipple

## Diagnostic
La première étape du diagnostic consiste à déterminer l'étiologie de la distension abdominale. Après avoir posé un diagnostic différentiel de distension abdominale, il est important de bien connaître ses antécédents médicaux. Voici les causes les plus courantes de distension abdominale classées comme cause sous-jacente et maladie secondaire. En tant que cause sous-jacente de la maladie :
- Constipation
- Intolérance au lactose et autres intolérances alimentaires
- Trop gros repas (en raison de la surproduction de gaz dans le processus de digestion)

En tant que cause secondaire de maladie :
- Maladie coeliaque
- RGO (reflux gastro-œsophagien)
- Ulcère peptique
- Accumulation de liquide dans la cavité péritonéale (Ascite)

## Traitement
Les ballonnements ne mettent pas la vie en danger. Dans la plupart des cas, les ballonnements peuvent être gérés avec de simples remèdes maison et des changements de mode de vie. Des ballonnements persistants ou récurrents peuvent être causés par des parasites intestinaux, d'autres infections ou d'autres conditions médicales.

### Les aliments
Certains aliments sont connus pour aggraver les ballonnements. Les composants mal digérés de nombreux aliments sont excrétés dans le gros intestin où ils sont dégradés par des bactéries, produisant un excès de gaz. Selon le composant non digéré, cela peut affecter l'odeur et le volume de gaz créé. L'apport excessif de fibres alimentaires est une cause connue d'éructations, de gaz et de ballonnements. De nombreux légumes sont connus pour causer des ballonnements en raison de leur teneur élevée en fibres et de sucres non digestibles tels que le raffinose (haricots, chou, brocoli,...).
De nombreuses personnes sont incapables de tolérer les produits laitiers en raison d'une intolérance au lactose. Ces aliments doivent être éliminés du régime si des symptômes apparaissent.

### Les médicaments
Pour certaines personnes, les symptômes de distension récurrents aggravent leur qualité de vie et beaucoup ont donc besoin de suppléments diététiques ou de médicaments. Les compléments alimentaires contenant diverses enzymes, par exemple Beano, sont formulés pour aider à décomposer les glucides complexes et les légumes afin de réduire les substances intestinales responsables de la prolifération bactérienne et du ballonnement ultérieur. Bien que ces enzymes puissent aider à réduire les gaz et les éructations, elles ne réduisent pas toujours les ballonnements.
Parmi les autres formules en vente libre recommandées pour les ballonnements, citons la siméticone et le charbon de bois activé. Les probiotiques sont également utilisés pour traiter les ballonnements selon la théorie selon laquelle une flore intestinale améliorée améliorera la digestion et réduira la production de gaz.
On a constaté que les antidépresseurs à faible dose aidaient quelques personnes. Ces agents modifient la perception de la plénitude dans l'intestin et peuvent aider à soulager l'anxiété et l'appréhension.

## Voir également